# Факультет обліку і аудиту Тернопільського національного економічного університету
Факультет обліку і аудиту Тернопільського національного економічного університету створений 1966 року.
Базою факультету обліку і аудиту ТНЕУ є навчально-лабораторний корпус № 2, що знаходиться за адресою: Майдан Перемоги, 3, м. Тернопіль.

## Історія

Факультет обліку і аудиту ТНЕУ, навчальний корпус № 2

Відкриття селфі-зони ФОА, 2015 р.

Студенти ФОА з ректором ТНЕУ А. І. Крисоватим під час забігу «Університетська миля 2017»

- 1966, вересень — створено Тернопільське відділення фінансово-економічного факультету Київського інституту народного господарства ім. Д. С. Коротченка. Завідувач відділенням — кандидат економічних наук, доцент Леонід Каніщенко. Перший набір — 75 студентів, у тому числі 25 студентів з бухгалтерського обліку в сільському господарстві.
- 1967, вересень — реорганізовано відділення у Тернопільський факультет Київського інституту народного господарства. Декан факультету — кандидат економічних наук, доцент Леонід Каніщенко. Перший набір на спеціальність «Бухгалтерський облік в промисловості» — 75 студентів.
- 1968, вересень — сформовано кафедру статистики і обчислювальної техніки. Завідувач кафедри — кандидат економічних наук, доцент В. В. Сігаєв.
- 1969, вересень — створено кафедру бухгалтерського обліку та аналізу. Завідувач кафедри — кандидат економічних наук, доцент Г. Я. Лебединський.
- 1969, вересень — у результаті поділу кафедри статистики і обчислювальної техніки утворено кафедру статистики. Завідувач кафедри — кандидат економічних наук, доцент В. В. Сігаєв.
- 1970, червень — перший випуск студентів за спеціальністю «Бухгалтерський облік».
- 1971, січень — на базі факультету ТВ КІНГ організовано Тернопільський фінансово-економічний інститут.
- 1971, січень — створено обліково-економічний факультет. Декан факультету — кандидат економічних наук, доцент С. І. Шкарабан.
- 1971, січень — кафедру бухгалтерського обліку та аналізу поділено на кафедру бухгалтерського обліку (в. о. завідувача — кандидат економічних наук, доцент А. С. Коваль) і кафедру економічного аналізу (завідувач — кандидат економічних наук, доцент Г. Я. Лебединський). Завідувач кафедри статистики — кандидат економічних наук, доцент Є. А. Глущенко.
- 1971, лютий — завідувач кафедри бухгалтерського обліку — кандидат економічних наук, доцент Іван Белебеха[1]

- 1973, червень — кафедру бухгалтерського обліку поділено на кафедру бухгалтерського обліку в промисловості (завідувач — кандидат економічних наук, старший викладач В. П. Пальчук) та кафедру обліку в сільському господарстві (завідувач — кандидат економічних наук, доцент І. О. Белебеха).
- 1974, жовтень — завідувач кафедри економічного аналізу — кандидат економічних наук, доцент С. І. Шкарабан.
- 1974—1977 — декан факультету — кандидат економічних наук, доцент Г. Я. Лебединський.
- 1977—1983 — декан факультету — кандидат економічних наук, доцент В. В. Турів.
- 1978, вересень — завідувач кафедри статистики — кандидат економічних наук, доцент З. О. Насінник.
- 1979, вересень — завідувач кафедри бухгалтерського обліку в промисловості кандидат економічних наук, доцент М. С. Кузів.
- 1983, травень-листопад — в. о. декана факультету — кандидат економічних наук, доцент Г. А. Лисий.
- 1983—1987 — декан факультету — кандидат економічних наук, доцент Я. В. Мех.
- 1984, вересень — завідувач кафедри бухгалтерського обліку в промисловості — к. г. н., доцент М. С. Пушкар.
- 1985, вересень — на базі викладачів кафедри бухгалтерського обліку в промисловості створено кафедру економіки, обліку і аналізу в будівництві. Завідувач кафедри — кандидат економічних наук, доцент Б. М. Литвин.
- 1987, серпень — в ТФЕІ створено кафедру теорії обліку, ревізії та контролю. В. о. завідувача кафедри — кандидат економічних наук, доцент В. Г. Дем'янишин.
- 1987—2000 — декан факультету, а з серпня 1994 р. — директор інституту обліку і аудиту — кандидат економічних наук, доцент М. І. Сапачов.
- 1989, квітень — кафедру теорії обліку, ревізії та контролю перейменовано на кафедру економіки, обліку та контролю у невиробничій сфері. Завідувач кафедри — кандидат економічних наук, доцент В. Г. Дем'янишин.
- 1992, вересень — кафедру економіки, обліку і аналізу в будівництві введено до складу Вищого економічного коледжу будівництва та інвестицій.
- 1992, вересень — сформовано кафедру аудиту. Завідувач кафедри — доктор економічних наук, професор З. В. Гуцайлюк.
- 1994, вересень — завідувач кафедри економіки, обліку і контролю в невиробничій сфері — доктор економічних наук, професор І. Д. Фаріон.
- 1994, серпень — у зв'язку з реорганізацією ТФЕІ у Тернопільську академію народного господарства факультет перейменовано на інститут обліку і аудиту.
- 1996, вересень — кафедру економіки, обліку і аналізу в будівництві введено до складу інституту (пізніше факультету) економіки і менеджменту інвестицій.

- 2000, листопад — кафедру економіки, обліку і контролю в невиробничій сфері поділено на кафедру обліку і контролю в невиробничій сфері (завідувач кафедри — кандидат економічних наук, доцент М. Р. Лучко) та кафедру економіки та аналізу невиробничої сфери (завідувач кафедри — доктор економічних наук, професор І. Д. Фаріон).
- 2000, вересень — новостворені кафедри (обліку і контролю в невиробничій сфері та економіки та аналізу невиробничої сфери) введено до складу інституту обліку і аудиту.
- 2000—2003 — директор інституту — кандидат економічних наук, професор Я. В. Мех.
- 2002, червень — створено кафедру обліку і аудиту в інвестиційній сфері на факультеті економіки і менеджменту інвестицій. Завідувач кафедри — доктор економічних наук, професор Я. Д. Крупка.
- 2002, вересень — кафедру економіки та аналізу невиробничої сфери перейменовано на кафедру економіки, обліку та економічного аналізу в сфері соціальної інфраструктури. Завідувач кафедри — доктор економічних наук, професор І. Д. Фаріон.
- 2002, жовтень-грудень — в. о. завідувача кафедри аудиту — кандидат економічних наук, доцент М. Т. Щирба.
- 2003, січень — перейменовано кафедру аудиту на кафедру обліку, ревізії і аудиту. Завідувач кафедри — кандидат економічних наук, професор Я. В. Мех.
- 2003, листопад — кафедру обліку і контролю в невиробничій сфері перейменовано на кафедру обліку і контролю фінансово-господарської діяльності. Завідувач кафедри — кандидат економічних наук, доцент М. Р. Лучко.
- 2003, вересень — кафедру економічного аналізу приєднано до інституту фінансів.
- 2003, січень — кафедру бухгалтерського обліку в промисловості перейменовано на кафедру обліку і контролінгу в промисловості. Завідувач кафедри — доктор економічних наук, професор М. С. Пушкар.
- 2003, листопад — завідувач кафедри обліку і аудиту в інвестиційній сфері на факультеті економіки і менеджменту інвестицій — кандидат економічних наук, доцент З.-М. В. Задорожний.
- 2003—2013 — директор інституту обліку і аудиту, а з вересня 2005 р. у зв'язку з набуттям університетом статусу «національний» — декан факультету обліку і аудиту — доктор економічних наук, професор Я. Д. Крупка.
- 2005—2006 — в. о. завідувача кафедри обліку і контролю фінансово-господарської діяльності — кандидат економічних наук, доцент Н. М. Хорунжак.
- 2005, вересень — інститут обліку і аудиту перейменовано на факультет обліку і аудиту, який об'єднує 5 кафедр: обліку і контролінгу в промисловості (завідувач — доктор економічних наук, професор М. С. Пушкар); економіки, обліку та економічного аналізу у сфері соціальної інфраструктури (завідувач — доктор економічних наук, професор І. Д. Фаріон); обліку і контролю фінансово-господарської діяльності (в. о. завідувача — кандидат економічних наук, доцент Н. М. Хорунжак); обліку, ревізії і аудиту (завідувач — кандидат економічних наук, професор Я. В. Мех); статистики (завідувач — кандидат економічних наук, доцент О. В. Кустовська).
- 2006—2009 — завідувач кафедри обліку і контролю фінансово-господарської діяльності доктор економічних наук, доцент П. Я. Хомин.
- 2008, вересень — кафедру обліку і аудиту в інвестиційній сфері приєднано до факультету обліку і аудиту у зв'язку з ліквідацією факультету економіки і менеджменту інвестицій. Завідувач кафедри — доктор економічних наук, професор З.-М. В. Задорожний.
- 2009, серпень — реорганізація на факультеті, в результаті якої створено три кафедри: обліку у виробничій сфері (завідувач — доктор економічних наук, професор З.-М. В. Задорожний); обліку в бюджетній та соціальній сфері (завідувач — доктор економічних наук, професор І. Д. Фаріон); аудиту, ревізії і контролінгу (завідувач — доктор економічних наук, професор М. С. Пушкар).
- 2010, жовтень — на факультет обліку і аудиту повернено кафедру економічного аналізу та об'єднано її з кафедрою статистики. Завідувач кафедри — доктор економічних наук, професор С. І. Шкарабан.
- 2012, вересень—2012, грудень — в. о. завідувача кафедри економічного аналізу і статистики — кандидат економічних наук, доцент І. В. Спільник.
- 2012, грудень—2013, серпень — в. о. завідувача кафедри економічного аналізу і статистики — кандидат економічних наук, доцент В. А. Дерій.
- 2013, вересень—2014, серпень — завідувач кафедри економічного аналізу і статистики — доктор економічних наук, доцент В. А. Дерій.
- 2012—2013 — в. о. завідувача кафедри обліку в бюджетній та соціальній сфері — кандидат економічних наук, доцент О. В. Адамик.
- 2013, вересень — завідувач кафедри обліку в бюджетній та соціальній сфері — доктор економічних наук, професор М. Р. Лучко.
- 2013—2015 — декан факультету — кандидат економічних наук, доцент О. Л. Шашкевич.
- 2014, серпень — кафедру обліку в бюджетній та соціальній сфері перейменовано на кафедру обліку в державному секторі економіки та сфері послуг. Завідувач кафедри — доктор економічних наук, професор М. Р. Лучко.
- 2014, серпень—2017, червень — реорганізація шляхом злиття кафедр економічного аналізу і статистики та кафедри аудиту, ревізії та контролінгу й утворення кафедри аудиту, ревізії та аналізу. Завідувач кафедри — доктор економічних наук, професор В. А. Дерій.
- 2014, вересень — в. о. завідувача кафедри обліку у виробничій сфері — кандидат економічних наук, доцент Є. К. Ковальчук.
- 2015, квітень — в. о. завідувача кафедри обліку у виробничій сфері — кандидат економічних наук, доцент Н. В. Починок.
- 2015, серпень до теперішнього часу — декан факультету — кандидат економічних наук, доцент В. М. Панасюк.
- 2017, червень  — в. о. завідувача кафедри аудиту, ревізії та аналізу — кандидат економічних наук, доцент О. В. Адамик.

## Сучасність
Сьогодні факультет готує фахівців за спеціальністю «Облік і оподаткування» за ступенями освіти «бакалавр» та «магістр».

Відкриття бюро студентської кар'єри на ФОА

Освітні програми за ступенем «бакалавр»:
- «Облік, оподаткування і правове забезпечення підприємництва»;
- «Інформаційні технології обліку, оподаткування і контролю в державному секторі економіки»;
- «Економічна експертиза та аудит бізнесу».

Освітні програми за ступенем «магістр»:
- «Інформаційні технології обліку, оподаткування і контролю в державному секторі економіки»;
- «Облік, оподаткування і правове забезпечення підприємництва»;
- «Економічна експертиза та аудит бізнесу»;
- «Міжнародний облік» (із викладанням дисциплін англійською мовою).

З метою забезпечення високого рівня організації навчального процесу при факультеті та кафедрах функціонують: методичні кабінети, спеціалізовані лабораторії та навчальні аудиторії. Викладачі та студенти факультету мають можливість користуватися електронною бібліотекою та читальними залами університету.
Серед професорсько-викладацького колективу факультету 8 докторів наук і професорів та 52 кандидати наук, доценти.

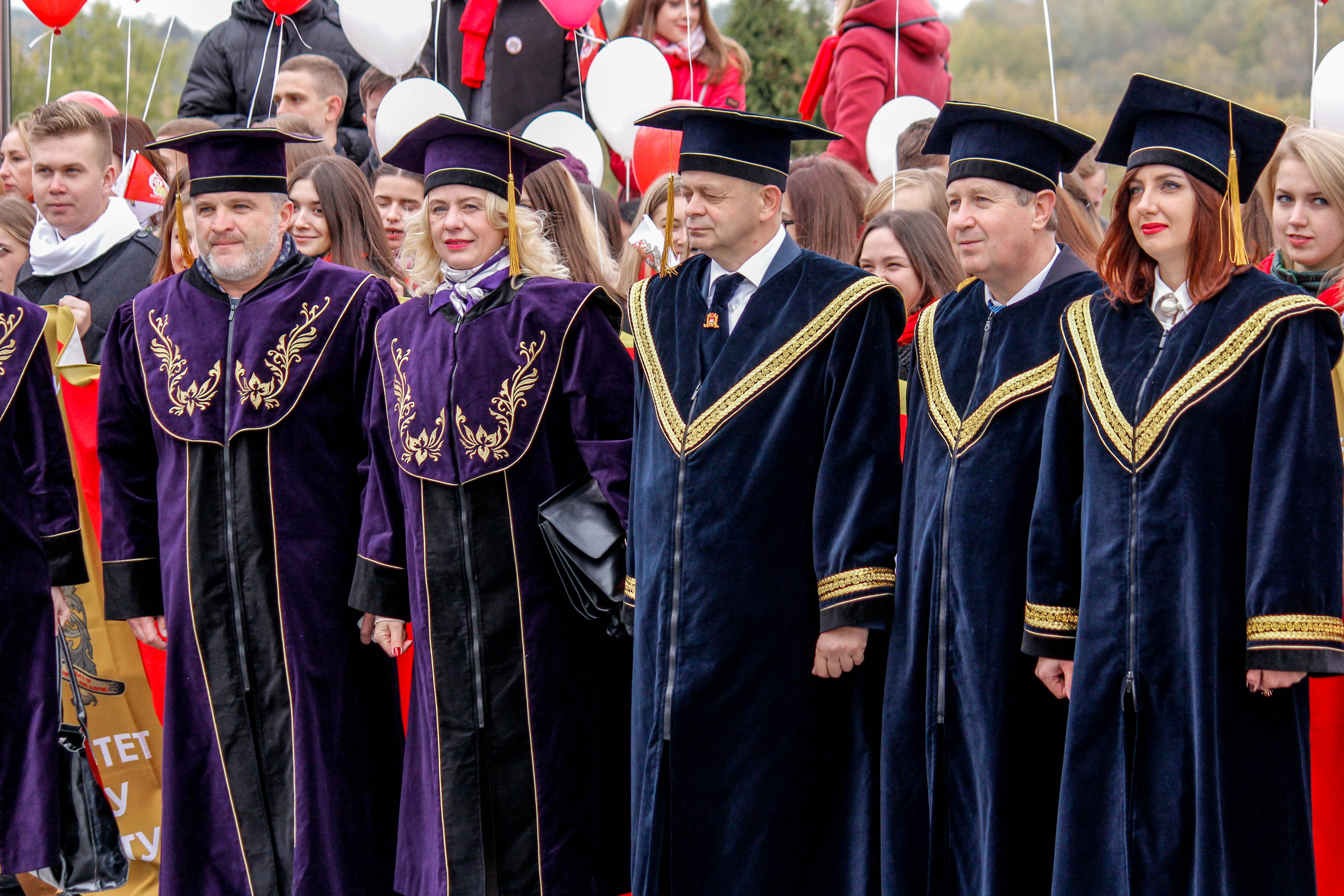
Викладачі факультету обліку і аудиту під час святкової Вченої ради ТНЕУ

Навчання студентів факультету відбувається в корпусах університету в укомплектованих аудиторіях для лекційних і практичних занять.
Факультет обліку і аудиту активно впроваджує різні форми інновацій в навчальний процес студентства з метою посилення практико-орієнтованої підготовки фахівців, а саме:
1. Спеціалізовані облікові тренінги — ведення практичної бухгалтерії з використанням комп'ютерної техніки і пакетів прикладних програм «1С: Бухгалтерія» та «Парус»;
2. Центр практичної бухгалтерії — заняття проводять головні бухгалтери, провідні фахівці у сфері обліку, аудиту та оподаткування;
3. Школа професійної майстерності — заняття відбуваються у формі диспутів, тренінгів, семінарів, круглих столів під керівництвом практикуючих бухгалтерів та аудиторів;
4. Школа молодого аналітика та контролера — покликана розвинути творчий потенціал, організаторські здібності студентів-аналітиків та аудиторів, а також ознайомити їх із проблемами практики ведення аналітичної й аудиторської діяльності в Україні та світі;
5. Соціальна група «Аналіз у бізнесі» створена для проведення фахових дискусій, обміну інформацією, популяризації професії аналітика і залучення до аналітичної діяльності талановитої молоді.

На факультеті організовано щосеместрові курси присвячені веденню бухгалтерського обліку із використанням сучасних комп'ютерних технологій під керівництвом викладачів факультету та практикуючих бухгалтерів.
Студенти факультету обліку і аудиту постійно залучаються до науково-дослідної роботи, активно працює Студентське наукове товариство. Спільно зі студентами на факультеті обліку і аудиту проводяться науково-практичні семінари і круглі столи, у яких беруть участь не лише члени професорсько-викладацького колективу, а й бухгалтери-практики, аудитори, керівники підприємств, установ та організацій, з якими факультет активно співпрацює. Протягом навчального року серед студентів проводяться наукові конференції, дні науки, олімпіади, конкурси студентських наукових робіт. Кращі студенти, які займають призові місця, отримують відзнаки, грамоти, винагороди і рекомендуються до участі у наступних етапах, що проводяться в інших навчальних закладах України.
Студенти факультету обліку і аудиту мають можливість навчатися за кордоном: Програма «Подвійний диплом» — навчання студентів в Університеті економіки та інформатики (м. Ольштин, Республіка Польща);
Програма «Подвійний диплом» — навчання студентів в Сопотській вищій Школі (м. Сопот, Республіка Польща);
Проект «Україна-Норвегія» — співпраця з Університетом Нурланда (м. Боддо, Норвегія);
Проект «Україна-Франція» — співпраця з Університетом Монпельє (м. Монпельє, Франція).
На факультеті успішно функціонують програми стажування для студентів та випускників у компаніях:
- KPMG — міжнародна мережа фірм, що надають аудиторські та консультаційні послуги з обліку і контролю;
- Ernst and Young Global Limited — одна з найбільших міжнародних організацій з консультування у сфері обліку, контролю, оподаткування;
- Deloitte — консультаційна організація, яка займається податково-юридичними послугами, корпоративними фінансами, консалтингом, звітами, індустріальними оглядами;
- Програма міжнародного співробітництва «Erasmus +», організована Європейським Союзом на період 2014—2020 рр., що підтримує проекти партнерства, заходи і мобільність у сфері освіти;
- Програми стажування і міжнародного обміну студентами Work and Travel, APOLLO e.V., BIBBER INTERNATIONAL, Center for International mobility, IRWE, Central European Academy Studies and Certification (CEASC), Asociacion de Empresarios del Turismo y Comercio;
- Cybersecurity of business (Маямі, США) — неприбуткова організація, що фінансує науково-дослідні розробки з метою забезпечення ІТ-проектів у сфері ведення обліку та складання звітності;
- Програма стажування протягом 1-3 місяців на провідних підприємствах Німеччини (Adam Opel GmbH, Volkswagen AG).

Молодь ФОА під час Дня відкритих дверей ТНЕУ

Студенти факультету працевлаштовуються на підприємствах державного сектору економіки, в підприємницьких структурах промисловості, торгівлі, будівництва, готельно-туристичного бізнесу, житлово-комунального господарства, побутового обслуговування, громадського харчування, транспорту, сфері інформаційно-консалтингових послуг, аудиторських фірмах у фіскальній та державній аудиторській службі.
Випускники факультету можуть працювати на посадах головного бухгалтера, експерта бухгалтера, головного бухгалтера казначейства, бухгалтера в державному секторі, податкового агента, податкового інспектора, ревізора, бухгалтера-контролера. Також можуть обіймати посади фінансового директора, внутрішнього аудитора, фінансового аналітика з інвестицій, фінансового аналітика в сфері банківської діяльності, фінансового консультанта щодо сплати податків і зборів, фінансового консультанта із ціноутворення, експерта з оподаткування, очільника з питань правового регулювання бізнесу, судового експерта-бухгалтера.

## Кадровий склад
- Панасюк Валентина Миколаївна — декан факультету обліку і аудиту, кандидат економічних наук, доцент кафедри обліку у виробничій сфері;
- Бурденюк Тарас Григорович — заступник декана факультету обліку і аудиту, кандидат економічних наук, доцент кафедри обліку в державному секторі економіки та сфері послуг;
- Дідушин Іванна Юріївна — спеціаліст деканату;
- Шпак Оксана Василівна — спеціаліст деканату.

Декани
- Шкарабан Степан Іванович — 1971—1974,
- Лебединський Геннадій Якович — 1974—1977,
- Турів Володимир Васильович — 1977—1983,
- Лисий Григорій Андрійович — травень-листопад 1983,
- Мех Ярослав Васильович — 1983—1987 та 2000—2003,
- Сапачов Микола Іванович — 1987—2000,
- Крупка Ярослав Дмитрович — 2003—2013,
- Шашкевич Олександр Любомирович — 2013—2015,
- Панасюк Валентина Миколаївна — з 2015 — донині.

## Вчена рада факультету
Склад вченої ради факультету обліку і аудиту ТНЕУ (2017/18 навчальний рік):
1. Панасюк Валентина Миколаївна — голова вченої ради ФОА, кандидат економічних наук, доц., декана факультету обліку і аудиту;
2. Бурденюк Тарас Григорович — заступник голови вченої ради ФОА, кандидат економічних наук, доц., заступника декана факультету обліку і аудиту;
3. Саченко Світлана Іванівна — секретар вченої ради ФОА, кандидат економічних наук, доц., кафедри аудиту ревізії та аналізу;
4. Лучко Михайло Романович — доктор економічних наук, проф., завідувача кафедри обліку в державному секторі економіки та сфері послуг;
5. Адамик Оксана Василівна — кандидат економічних наук, доц., в. о. завідувача кафедри аудиту, ревізії та аналізу;
6. Починок Наталія Володимирівна — кандидат економічних наук, доц., в. о. завідувача кафедри обліку у виробничій сфері;
7. Крупка Ярослав Дмитрович — доктор економічних наук, професора кафедри обліку у виробничій сфері;
8. Журавель Григорій Павлович — кандидат економічних наук, професора кафедри обліку у виробничій сфері;
9. Хорунжак Надія Михайлівна — доктор економічних наук, доцента кафедри обліку в державному секторі економіки та сфері послуг;
10. Бенько Ірина Дмитрівна — кандидат економічних наук, доцента кафедри обліку в державному секторі економіки та сфері послуг;
11. Бречко Олександр Володимирович — кандидат економічних наук, доцента кафедри аудиту, ревізії та аналізу;
12. Романів Світлана Романівна — кандидат економічних наук, доцента кафедри аудиту, ревізії та аналізу;
13. Дідушин Іванна Юріївна — спеціаліста деканату факультету обліку і аудиту;
14. Джунусова Ірина Амантаївна — студентка групи ОПД-21, в. о. студентський декан факультету обліку і аудиту;
15. Волинська Ірина Володимирівна — студентка групи ОЕЕ-21, голова студентського профбюро факультету обліку і аудиту.

## Підрозділи
Сьогодні факультет обліку і аудиту ТНЕУ складається з 3 кафедр:

### Кафедра обліку у виробничій сфері[3]
Кафедру обліку у виробничій сфері Тернопільського національного економічного університету засновано у 1969 році. З квітня 2015 р. кафедру очолює к.е.н., доцент Наталія Володимирівна Починок. Сьогодні кафедра налічує 24 працівники, з них 3 доктори економічних наук, 4 професори.
Метою функціонування кафедри обліку у виробничій сфері є підготовка до практичної діяльності фахівців з обліку і оподаткування найвищої кваліфікації: магістрів, бакалаврів, а також докторів та кандидатів економічних наук.
З цією метою кафедра виконує наступні основні завдання:
- забезпечує ефективне і якісне навчання студентів, аспірантів та докторантів відповідно до програмам їхньої підготовки;
- здійснює значний обсяг науково-дослідної роботи в процесі виконання держбюджетних і госпрозрахункових науково-дослідних тем, написання монографій, підручників, навчальних посібників, статей у наукових фахових виданнях, тез доповідей на міжнародних та всеукраїнських науково-практичних конференціях;
- послідовно і цілеспрямовано проводить виховання студентів як майбутніх керівників та провідних фахівців у сфері обліку і оподаткування на основі кращих традицій кафедри і понад сорокарічного досвіду спілкування зі студентами та випускниками;
- сприяє працевлаштуванню, здійснює початковий супровід і консультує випускників кафедри з питань методики та організації роботи бухгалтерії, аудиторської фірми.

### Кафедра аудиту, ревізії та аналізу[4]
Кафедру аудиту, ревізії і аналізу очолює кандидат економічних наук, доцент Адамик Оксана Василівна
Кафедра аудиту, ревізії та аналізу функціонує з 29 серпня 2014 року шляхом злиття кафедри аудиту, ревізії та контролінгу і кафедри економічного аналізу і статистики.
До цього здійснювали свою діяльність окремо кафедра економічного аналізу і статистики при факультеті фінансів та кафедра аудиту, ревізії та контролінгу при факультеті обліку та аудиту. Ці кафедри пройшли довгий шлях свого становлення, є одними із перших в університеті. Кафедра економічного аналізу була створена в 1971 році. Кафедра статистики як самостійний структурний підрозділ існувала з 1969 року. Кафедра аудиту, ревізії та контролінгу як структурний підрозділ університету розпочинала свою діяльність з назви «кафедра аудиту» (1992 р.), потім була перейменована на кафедру обліку, ревізії і аудиту (2001 р.) та згодом на кафедру аудиту, ревізії та контролінгу (2009 р.).
Кафедра аудиту, ревізії та аналізу — це педагогічний, науковий центр, в якому виконуються науково-дослідні роботи із сучасних розділів науки про аудит, ревізію, аналіз, статистику. Нині на кафедрі аудиту, ревізії та аналізу працює 22 особи (серед них 20 науково-педагогічних працівників, з яких 1 доктори економічних наук, 19 кандидатів наук; 2 старших лаборанти). До складу колективу кафедри належать також фахівці-практики, що діляться зі студентами своїм багаторічним досвідом. Зокрема, Карпик Я. М. (Голова правління ПАТ "ТРЗ «Оріон»), Згуровська С. Є. (заступник завідувача Тернопільського відділення Київського НДІ судових експертиз), Щирба М. І. (уповноважений представник Аудиторської палати України в Тернопільській області, голова Тернопільського територіального відділення ВГО «Спілка аудиторів України», директор аудиторської фірми «Галичина-Аудитсервіс»). На базі кафедри діє Школа молодого аналітика і ревізора.
Кафедра аудиту, ревізії та аналізу єдина в Україні здійснює підготовку фахівців за такою творчою, перспективною спеціалізацією як «Економічна експертиза та аудит бізнесу». З метою підвищення рівня знань і вмінь студентів, їх конкурентоспроможності на ринку праці кафедра аудиту, ревізії та аналізу:
- організовує круглі столи, семінари, науково-практичні конференції;
- підтримує тісні зв'язки з потенційними працедавцями;
- організовує стажування студентів в аудиторських фірмах, органах державного фінансового контролю, контролюючих відділах підприємств;
- ініціює участь студентів у різноманітних міжнародних проектах та програмах;
- проводить тренінги зі спеціальності з прикладним програмним забезпеченням.

### Кафедра обліку в державному секторі економіки та сфері послуг[5]
Кафедра обліку в державному секторі економіки та сфері послуг створена у листопаді 1999 року. З вересня 2013 року кафедру очолює д.е.н., професор, сертифікований аудитор Лучко Михайло Романович. На даний час на кафедрі працює 9 кандидатів економічних наук, доцентів, та 3 доктори економічних наук.
Кафедра здійснює підготовку фахівців за спеціальністю «Облік і оподаткування» за освітніми програмами «Інформаційні технології обліку, оподаткування та контролю в державному секторі економіки» (освітній ступінь «магістр» та «бакалавр») та «Міжнародний облік» (магістерська програма з викладанням усіх дисциплін англійською мовою). Магістерська програма з міжнародного обліку призначена для навчання як українських, так й іноземних студентів з викладанням дисциплін англійською мовою, застосуванням індивідуального підходу та міжнародного досвіду. На кафедрі успішно функціонує Програма подвійного диплому — навчання студентів разом із Університетом інформатики та економіки м. Ольштин (Республіка Польща). Наявність двох дипломів дає можливість випускникам зробити успішну кар'єру та отримати престижну роботу як на вітчизняному так і на європейському ринках праці.
Освітні програми підготовки бакалавра та магістра за спеціальністю «Облік та оподаткування» отримали міжнародне визнання та акредитовані Привілейованим Інститутом Управлінських бухгалтерів Великої Британії CIMA (Chartered Institute of Management Accountants). Таке партнерство дозволить випускникам спеціальності «Облік і оподаткування» в майбутньому скласти іспити та отримати кваліфікацію СІМА. Професійна кваліфікація, підтверджена дипломом CIMA, визнається у будь-якій країні світу, а фахівці CIMA мають широкі кар'єрні перспективи в авторитетних міжнародних компаніях. Представником Програми від ТНЕУ є д.е.н., професор, завідувач кафедри Михайло Романович Лучко.

## Відомі випускники
- А. І. Крисоватий — ректор Тернопільського національного економічного університету, доктор економічних наук, професор, академік Академії економічних наук України (випускник 1989 р.);
- Н. Л. Бучинська – українська естрадна співачка, режисер, юрист, громадсько-політична діячка, Заслужена артистка України;
- С. В. Надал — міський голова Тернополя (випускник 1997 р.);
- А. А. Пушкар — український спортсмен-рукоборець, тренер, заслужений майстер спорту України (2006), багаторазовий чемпіон України, Європи та світу;
- Р. М. Магута — голова рахункової палати України (випускник 1983 р.);
- О. В. Андрєєв — начальник управління фінансів та бухгалтерського обліку Державного комітету України по водному господарству (випускник 1974 р.);
- П. І. Гайдуцький — керівник служби соціально-економічної політики Секретаріату Президента України (випускник 1972 р.);
- М. В. Гаман — перший заступник керуючого справами Апарату Верховної Ради України (випускник 1975 р.);
- І. М. Побер — український політик, спортсмен (бодибілдинг, пауерліфтинг), Народний депутат України, голова Тернопільської обласної організації політичної партії УДАР, багаторазовий чемпіон України, Європи та світу з бодибілдингу і пауерліфтингу, віце-президент федерації бодибілдингу України (випускник 2004 р.);
- В. О. Голик — начальник Тернопільського обласного управління земельних ресурсів (випускник 1974 р.);
- Я. М. Карпик — голова правління ВАТ "Тернопільський радіозавод «Оріон» (випускник 1972 р.);
- В. М. Коваль — начальник управління економіки Ялтинської міської ради АР Крим (випускник 1981 р.);
- В. С. Курко — заступник голови Державного комітету України з державного матеріального резерву (випускник 1971 р.);
- В. В. Мостовий — голова правління будівельної фірми «Артекс» АР Крим (випускник 1974 р.);
- А. Я. Оленчик — член Державної комісії з регулювання ринків фінансових послуг України (випускник 1991 р.);
- М. Я. Романів — заступник Голови ДПА України (випускник 1978 р.);
- М. Р. Свінцицька — начальник відділу, головний бухгалтер Волинської облдержадміністрації (випускник 1983 р.);
- М. В. Смачило — голова ДПА у Івано-Франківській області (випускник 1976 р.);
- Л. В. Фрицька — головний бухгалтер НАК «Енергетична компанія України» (випускник 1973 р.).